# RoboCop (videogioco 1988)
RoboCop è un videogioco arcade ispirato al film RoboCop, sviluppato e pubblicato nel 1988 dalla Data East. In seguito la Ocean Software, che aveva già acquisito la licenza del film e l'aveva concessa alla Data East, pubblicò conversioni per Amiga, Amstrad CPC, Atari ST, Commodore 64, MS-DOS, Game Boy, MSX e ZX Spectrum. La Data East pubblicò invece conversioni per Apple II, NES, TRS-80 CoCo e MS-DOS; esistono infatti due versioni distinte e indipendenti del gioco per MS-DOS.
Il videogioco permette di controllare il personaggio di RoboCop nella sua lotta contro il crimine, affrontando vari criminali e boss fra cui ED-209. Ci sono a volte differenze importanti tra le varie conversioni, ma in generale si tratta di un platform e sparatutto con visuale di profilo e scorrimento orizzontale.
RoboCop fu un grande successo, in particolare nell'ambito degli home computer, dove le versioni della Ocean divennero uno dei maggiori successi dell'epoca.
Il videogioco ebbe numerosi sequel, quasi tutti prodotti dalla Ocean Software e ispirati ad altri film: RoboCop 2, RoboCop 3 e RoboCop versus The Terminator.

## Modalità di gioco
Si controlla il poliziotto cyborg RoboCop in una serie di livelli di ambientazione urbana, all'aperto o al chiuso. La maggior parte dei livelli, incluso il primo, rappresentano combattimenti contro bande criminali lungo percorsi bidimensionali, con visuale di lato, a scorrimento prevalentemente in orizzontale. Alcuni scenari sono semplici percorsi rettilinei da sinistra a destra, altri si sviluppano su più piani a piattaforme.
Nei suddetti livelli RoboCop può camminare in orizzontale, salire eventuali scalinate, inginocchiarsi e, in molte versioni, saltare (sebbene ciò sia poco in tema con il lento e pesante personaggio del film). Per combattere può usare i pugni oppure la pistola, che si può orientare per sparare in varie direzioni. Si possono raccogliere power-up per l'arma da fuoco, con munizioni limitate, ad esempio una pistola che spara tre proiettili a ventaglio.
I nemici comuni sono criminali, variamente armati, che arrivano dai lati o da porte o si affacciano per sparare dalle finestre. RoboCop ha una barra di energia vitale che diminuisce quando colpito o raggiunto dai nemici e si può ripristinare raccogliendo ricariche. Sono presenti boss di fine livello, di solito nella forma di veicoli o robot ED-209.
Gli altri tipi di livelli, del tutto diversi nel funzionamento, sono presenti in modo variabile a seconda della versione. Di seguito si descrivono i livelli speciali possibili, con tra parentesi le piattaforme dove compaiono (nessuno su CoCo e DOS/Data East; mancano per ora dati su Apple II e DOS/Ocean).
- Poligono di tiro (arcade, Amiga, ST, Game Boy, NES): livello bonus con visuale in prima persona fissa, dove RoboCop si allena alla centrale di polizia sparando con un mirino contro bersagli artificiali.
- Identikit (Amiga, ST, Amstrad, C64, MSX, Spectrum, Game Boy): bisogna ricomporre l'immagine del volto di un sospettato, scorrendo e selezionando una alla volta le varie parti del volto, entro un tempo limite. Fa riferimento a una scena del film dove RoboCop rintraccia l'assassino di Murphy negli archivi elettronici della polizia.
- Salvataggio ostaggio (Amiga, ST, Amstrad, C64, MSX, Spectrum, Game Boy): con visuale in prima persona fissa, si deve colpire usando un mirino un malvivente che si fa scudo con l'ostaggio, cercando ovviamente di non colpire quest'ultimo. Sono due livelli ispirati a due scene analoghe del film, dove RoboCop salva una donna dall'aggressore e il presidente della OCP da Dick Jones, che nel videogioco rappresenta il boss finale.

## Colonna sonora
Il tema musicale principale della saga di RoboCop, Rock Shop di Basil Poledouris, è stato riadattato nella colonna sonora del videogioco, ma soltanto in una parte delle versioni (almeno arcade, Amiga, Atari ST, NES, MS-DOS).
Il tema musicale dell'introduzione della versione Game Boy, composto da Jonathan Dunn, venne riutilizzato qualche anno dopo in una pubblicità televisiva britannica degli elettrodomestici Ariston, nel 2012 nel brano di Lil B In Down Bad, e nel 2013 come sigla dello speciale televisivo di Channel 4 How Videogames Changed the World.

## Sviluppo
La Ocean Software era già un'editrice nota per i suoi numerosi videogiochi per computer tratti da film e altre opere, quando le venne proposto di realizzare il gioco ufficiale dell'imminente RoboCop. Gary Bracey della Ocean sostiene che ebbero la possibilità di leggere la sceneggiatura del film prima ancora che ne iniziasse la lavorazione. Il film effettivo fu molto soddisfacente e appariva molto adatto alla conversione in videogioco, così vennero acquisiti i diritti. Questi vennero poi ceduti in sublicenza alla Data East per realizzare la versione da bar. Fu un caso un po' particolare, perché la Ocean e la Data East produssero in contemporanea le rispettive versioni. La Ocean prese spunto dalla versione arcade, che però non era ancora finita quando la Ocean iniziò a sviluppare la propria; vennero ripresi gli elementi dell'arcade solo dove appropriato.
Il film era relativamente a basso costo, con regista e attori allora non celebri, per cui la licenza fu ottenuta a un prezzo vantaggioso. Quando iniziò la produzione del gioco, il film era uscito da poco e stava iniziando, un po' inaspettatamente, a diventare un successo mondiale. La principale mente dietro allo sviluppo delle versioni Ocean fu il programmatore Mark Lamb, sotto la direzione generale di Gary Bracey. Rispetto alla versione arcade si fecero compromessi dovuti alle minori capacità dei computer, ma si aggiunsero anche nuove sequenze che richiamavano altre scene del film. Lo sviluppo avvenne prima sulle macchine a 8 bit (ZX Spectrum, Amstrad CPC, Commodore 64) e poi su quelle a 16 bit (Amiga, Atari ST), che erano una conversione sia da quelle a 8 bit, sia direttamente e più fedelmente dall'arcade.

## Accoglienza
RoboCop fu un buon successo di critica, perlomeno in versione arcade e nelle versioni home computer della Ocean Software, che ricevettero in prevalenza buone recensioni, tra cui la medaglia d'oro di Zzap! (versione Commodore 64) e il titolo di gioco del mese di Computer and Video Games (versione ZX Spectrum).
Il videogioco arcade fu quello di maggior successo del 1988 nella sala giochi Flashback di Hong Kong, allora la più grande sala giochi solamente video del mondo, usata come terreno di prova per il mercato mondiale. In Giappone, a febbraio 1989 era il secondo arcade cocktail di maggior successo del mese.
Le vendite delle conversioni di RoboCop della Ocean Software, considerando tutte le piattaforme, superarono il milione di unità. All'epoca fu un record per l'azienda, e probabilmente le diede la spinta decisiva per affermarsi tra i grandi nomi del settore ed entrare anche nel mercato nordamericano. A fine decennio RoboCop era il videogioco tratto con licenza da film per home computer con il più grande successo di tutti i tempi.
Nel Regno Unito rimase al numero 1 della classifica delle vendite complessive per i principali formati di home computer per oltre sei mesi. 
La versione ZX Spectrum in particolare fu il gioco più venduto del 1989 nel Regno Unito.
Nel 1990 era divenuto il gioco per ZX Spectrum più venduto di tutti i tempi, ed era ancora in alto nelle classifiche oltre un anno e mezzo dopo l'uscita. A inizio 1991 era ancora quarto nella classifica britannica Gallup dei giochi per Spectrum a prezzo pieno.